# Thomas Walsh (homme politique)
Thomas Walsh (8 décembre 1901-14 juillet 1956) est un homme politique irlandais du Fianna Fáil qui est ministre de l'Agriculture de 1951 à 1954. Il est Teachta Dála (TD) pour la circonscription de Carlow – Kilkenny de 1948 à 1956. Il est également sénateur du Panel agricole de 1943 à 1944.

## Biographie
Il est né à Gowran, dans le comté de Kilkenny, fils de James Walsh, agriculteur, et de Catherine Walsh (née Byrne). Après des études au Patrician Brothers College, Mountrath, et au Rockwell College, Cashel, comté de Tipperary, il fréquente le Mountbellew Agricultural College, comté de Galway, grâce à une bourse. En 1921, il est parmi les premiers étudiants inscrits au Pallaskenry Agricultural College, nouvellement ouvert, à Pallaskenry, dans le comté de Limerick. Les raids sur le collège par les Black and Tans suscitent en lui de forts sentiments nationalistes.
Walsh se présente pour la première fois aux élections générales de 1943 dans la circonscription de Kilkenny, mais échoue. Il est ensuite élu au Seanad Éireann en tant que sénateur du Panel agricole jusqu'en 1944. Il est de nouveau un candidat aux élections générales de 1944, et échoue mais est élu au Dáil Éireann aux élections générales de 1948 en tant que député Fianna Fáil pour la circonscription de Carlow – Kilkenny.
En 1951, il rejoint le cabinet d'Éamon de Valera comme ministre de l'Agriculture. Walsh est décédé subitement en 1956 dans un accident de la route, alors qu'il était encore membre du Dáil. L'élection partielle qui suit est remportée par le candidat du Fianna Fáil, Martin Medlar.